# Capo di Lago
Capo di Lago (Có de Làch in dialetto camuno) è una frazione del comune di Darfo Boario Terme, costituita da un borgo di poche decine di abitanti, sorto sulle sponde del lago Moro,  tra le colline delle Sorline e di Rodino, alle pendici del Monte Pora, nella Val Camonica.

## Storia
Presso Capo di Lago passavano antiche strade di comunicazione, tra cui un troncone della via Valeriana costruita dai Romani, che ricalcava in gran parte antichi sentieri battuti da millenni dalle popolazioni autoctone.
Fino al 1959 ha fatto parte del comune di Angolo Terme.

## Società

### Evoluzione demografica
Abitanti censiti

## Monumenti e luoghi d'interesse

### Architetture religiose
La chiesetta di Sant'Apollonia, costruita nel Settecento su una cappella preesistente.

### Storia e natura
- Il piccolo borgo;
- Il lago.

## Economia
Il paese ha un piccolo, ma significativo, indotto dovuto al turismo legato al vicino lago.

## Galleria d'immagini

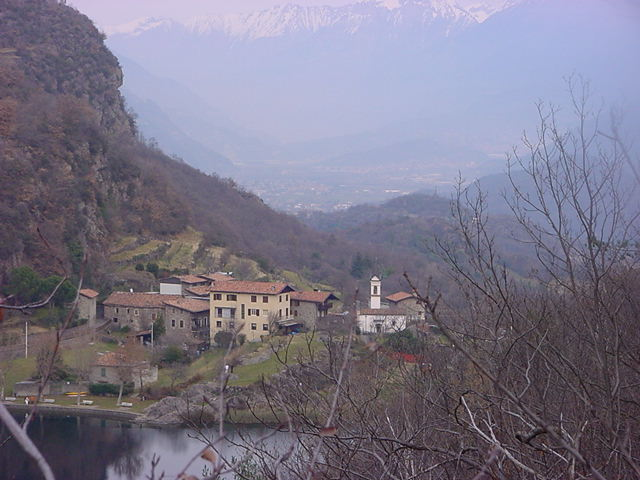
Il borgo ripreso dall'alto
La chiesa di Santa Apollonia dall'esterno
L'interno della chiesa di Santa Apollonia
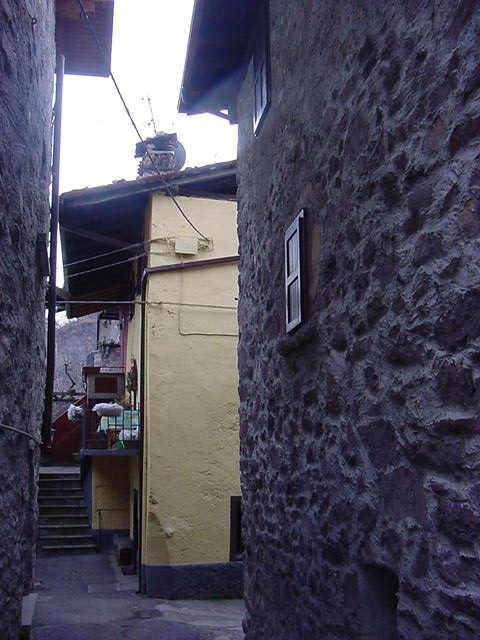
Un vicolo nel paese
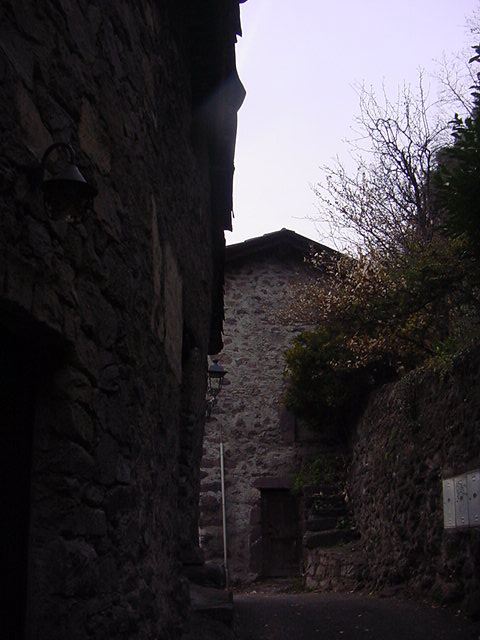
Un altro vicolo